# دونالد ماكينون (سياسي)
دونالد ماكينون هو سياسي أسترالي، ولد في 29 سبتمبر 1859، وتوفي في 25 أبريل 1932. انتخب عضو الجمعية التشريعية  في فيكتوريا ‏ عن دائرة Electoral district of Prahran ‏ (1 نوفمبر 1900 – 21 أكتوبر 1920).